# Servicio Nacional de Educación Física, Ciudadana y Premilitar

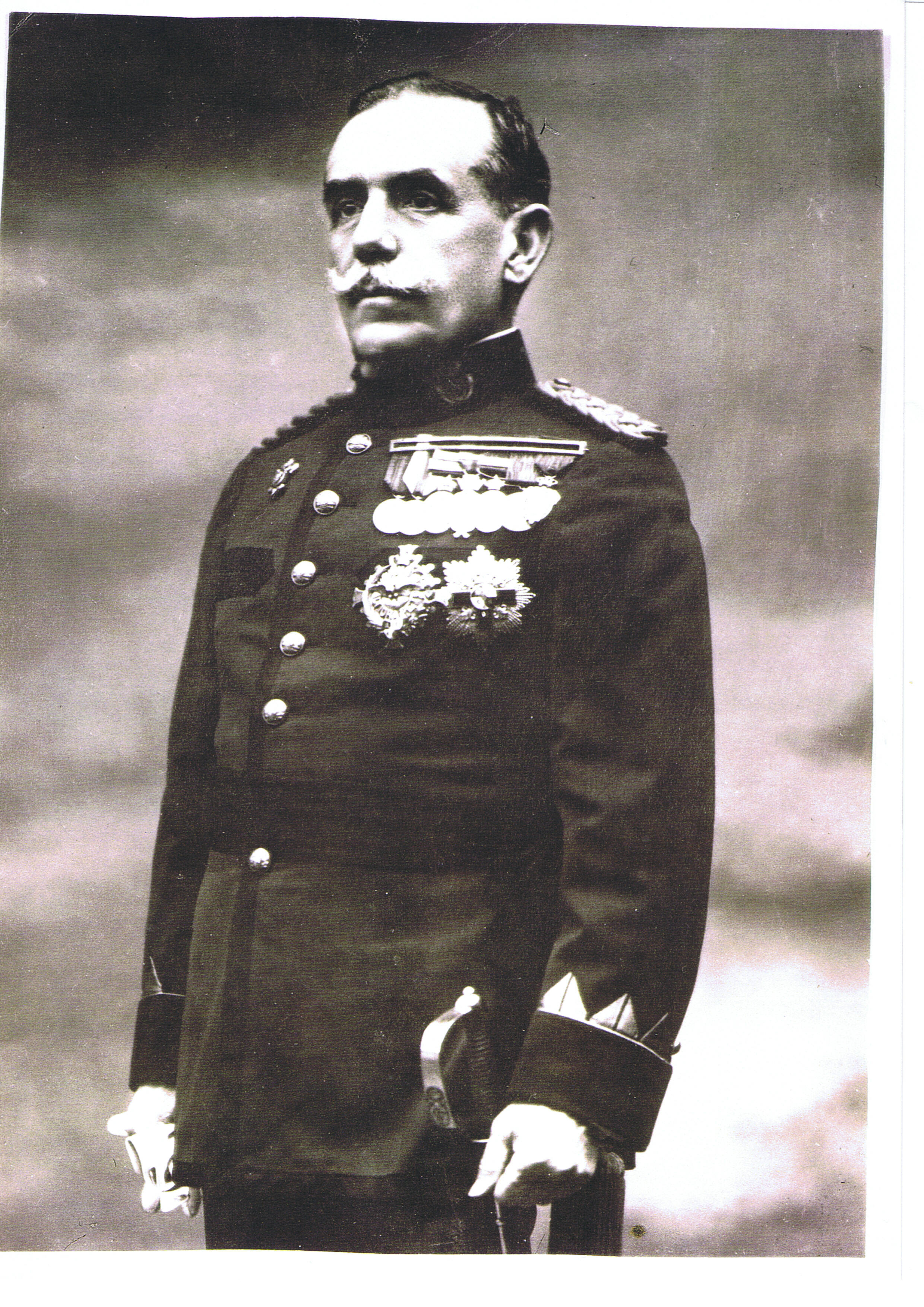
General José Villalba Riquelme, director del SNEFCP

El Servicio Nacional de Educación Física, Ciudadana y Premilitar (SNEFCP) fue una organización creada en enero de 1929 en España por la Dictadura de Primo de Rivera. Estaba dirigida al adoctrinamiento militar de los jóvenes antes de hacer el servicio militar obligatorio y su fin último era, según el historiador Eduardo González Calleja, «militarizar a la sociedad civil» creando un «nuevo ciudadano» que se rigiera por los valores militares. Otro de sus objetivos era «mejorar la raza». Tuvo una vigencia reducida ya que muchos ayuntamientos no proporcionaron los locales, los campos de tiro y los gimnasios donde debían realizar sus actividades a las órdenes de los instructores militares, un comandante y un sargento, los jóvenes varones comprendidos entre los 19 y los 21 años de edad -el periodo inmediatamente anterior al cumplimiento del servicio militar obligatorio, al que debían servir de preparación. El SNEFCP sólo estuvo activo dos años, hasta enero de 1931 —doce meses después de la caída de la Dictadura de Primo de Rivera—. La Segunda República Española lo suprimió definitivamente. El SNEFCP puede ser considerado un precedente del Frente de Juventudes y de la Organización Juvenil Española (OJE) de la Dictadura franquista.

## Antecedentes
Como ha destacado Eduardo González Calleja, "la Dictadura inauguró en España las prácticas propagandísticas de masas propias de la Europa de entreguerras", articulando el que "estuvo cerca de ser el primer gran programa integral de nacionalización de masas de la historia contemporánea de España", ya que el régimen "comprendió desde el primer momento que la manipulación o la canalización de las reivindicaciones de estas masas [que entonces ingresaban en la vida política] era una tarea fundamental de cara a su propia pervivencia". Pero esta movilización estuvo muy lejos de adoptar los rituales de masas del fascismo porque en ella siempre estuvieron presentes las instituciones tradicionales como la Iglesia y el Ejército y se exaltaron los valores tradicionales, fundamentalmente los religiosos, aunque no estuvo ausente cierta "obsesión semitotalitaria", como la califica Eduardo González Calleja, "por la creación de un hombre nuevo, laborioso, de vida intachable, caballeroso y sano, como la que el régimen pretendió forjar a través de la pedagogía desplegada en el cuartel, la iglesia o la escuela, o con su programa de educación cívica y premilitar". Según este mismo historiador, "no cabe desdeñar el influjo que este conato de movilización patriótica ejerció sobre los rituales nacionalistas que, con aroma de incienso y cuartel, elaboró la dictadura franquista menos de una década después".
Entre los instrumentos utilizados por la Dictadura de Primo de Rivera para el adoctrinamiento de las masas cabe destacar las ceremonias "patrióticas" y las conferencias "patrióticas", organizadas por los delegados gubernativos, en las que se promovieron "las virtudes y tradiciones de la raza hispana, el deber de defensa de la patria, la veneración del Jefe del Estado, el respeto a la autoridad, el amor a la naturaleza y la obligación de pagar impuestos". Las conferencias se instituyeron oficialmente en enero de 1926 y debían realizarse los domingos —como los posteriores raduni domenicali de la Italia fascista— en las salas capitulares de los ayuntamientos, una de cuyas finalidades era «sembrar ideas morales y patrióticas en las humildes inteligencias» de los campesinos. Para el adoctrinamiento de los niños se editó el Catecismo del Ciudadano, escrito por el capitán Teodoro de Iradier, fundador de los Exploradores de España, que pretendía complementar el mejoramiento de la raza con «la educación patriótica y práctica de nuestra juventud, educación que transforme sus hábitos y costumbres, educación que dé a las nuevas generaciones energías morales y físicas, adquiridas en grado tal, que haga de ellos los regeneradores futuros de nuestra Patria». El libro fue enviado a todas las escuelas acompañado de la Cartilla de Gimnasia.

## Creación

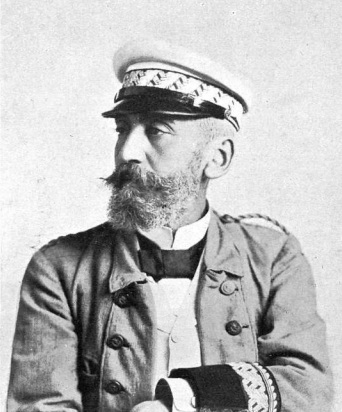
General Agustín de Luque y Coca, presidente de la comisión interministerial que elaboró el proyecto «Bases para el desarrollo en España de la Educación ciudadana, física y premilitar» del que nació el SNEFCP

En mayo de 1925 se formó una Comisión de los Ministerios de Guerra, Marina, Gobernación e Instrucción Pública, junto con otros organismos deportivos, con la finalidad de elaborar un proyecto de educación física nacional e instrucción premilitar. La Comisión estaba presidida por el general Agustín de Luque y Coca, presidente a su vez del Tiro Nacional, institución que tenía experiencia en el campo de la educación premilitar. El 17 de junio de 1927, dos años después de su constitución, presentó el proyecto «Bases para el desarrollo en España de la Educación ciudadana, física y premilitar» en el que se proponía la educación física hasta los 18 años, la premilitar entre los 18 y los 21 (edad del servicio militar obligatorio) y la posmilitar entre los 23 y los 38. En la educación física intervendrían los Exploradores de España y de la educación premilitar se encargaría en exclusiva el Tiro Nacional que contaría con el asesoramiento del Ministerio de la Guerra. Sin embargo hubo que esperar a enero de 1929 para que se promulgara el Real-Decreto que creaba el SNEFCP, al mando del general José Villalba Riquelme.

## Fines y organización
El SNEFCP quedó encargado de «la enseñanza de deberes ciudadanos e instrucción premilitar y gimnástica de los jóvenes» a partir de los 19 años. El Servicio se organizaría por partidos judiciales y al frente de los mismos se nombraría a un comandante del Ejército, auxiliado por un sargento, que quedaría encargado de dirigir los programas de instrucción premilitar y de educación física y de pronunciar conferencias patrióticas sobre temas políticos, "como los deberes del ciudadano respecto de España (amor a la Patria, al rey, disciplina, subordinación, obediencia, constancia, honor, lealtad, probidad, valor, exactitud y puntualidad en las obligaciones), deberes hacia sus semejantes (cuidado de la salud, aseo, trabajo intelectual y físico), breve historia de España, organización del Estado, población, industria, comercio, nociones de Ejército y Marina (reclutamiento, delitos militares, graduaciones y tratamiento), etc.
La educación física, a cargo del sargento auxiliar, se realizaría conforme al Reglamento de Gimnasia del Ejército, complementada con la práctica de juegos y deportes. La formación militar se centraría en el aprovechamiento del terreno para el combate y en la práctica de tiro a corta distancia, y los que superaran las pruebas de aptitud gozarían de ciertos privilegios cuando cumplieran el servicio militar obligatorio. Por último, la «educación moral», a la que el general Villalba concedió especial importancia, debía desarrollar en los jóvenes «la exaltación del amor a la patria» y «todo aquello que tienda a hacerles orgullosos de ser españoles».

## Problemas para su aplicación, cese de actividades y disolución
Los gobiernos civiles y los ayuntamientos recibieron instrucciones para que facilitaran locales, campos de tiro y gimnasios al SNEFCP y para que hicieran propaganda del mismo. Pero muchos alcaldes respondieron que carecían de fondos para atender la petición, por lo que se recurrió a particulares y asociaciones privadas que facilitaran sus instalaciones, pero no fue suficiente por lo que en diciembre de 1929 el Gobierno reconoció que el SNEFCP no estaba suficientemente organizado y suspendió los concursos de comandantes y de sargentos para la provisión de las vacantes. Finalmente la Dictadura se vio obligada a cambiar el proyecto inicial y los jefes militares pasaron a ser «inspectores» encargados de supervisar a los maestros que fueron los que finalmente impartieron la educación física y la educación premilitar. Las actividades del SNEFCP cesaron en enero de 1931, un año después de la caída de la Dictadura de Primo de Rivera, y la Segunda República Española lo suprimió.